# Ratnamati
Ratnamati ("Intelligenza ingioiellata"; cinese: 勒那摩提 Lènàmótí; giapponese: Rokunamadai; coreano: 늑나마제 Nŭngnamaje; vietnamita: Lặc na ma đề; tibetano: Rin chen blo gros; fl. V-VI secolo) è stato un monaco buddhista erudito (noto per riuscire a memorizzare numerosi versi dei sūtra), originario dell'India meridionale, il quale verso il 508 giunse a Luoyang, capitale della Dinastia degli Wei settentrionale, dove avviò, insieme a Bodhiruci e a Buddhaśānta, la traduzione dal sanscrito al cinese del Daśabhūmivyākhyāna (十地經論,  Shídì jīnglùn; "Trattato delle Dieci Terre"; al T.D. 1522) di Vasubandhu. In quel contesto ebbe delle polemiche dottrinali con i suoi collaboratori riguardanti la natura dello ālayavijñāna, ciò condusse a differenti traduzioni.
Successivamente tradusse il *Saddharmapuṇḍarīkopadeśa (妙法蓮華經論優波提舍, al T.D. 1520) di Vasubandhu e il Ratnagotravibhāga (究竟一乘寶性論; al T.D. 1611) attribuito a Sāramati (堅慧).